# Matanza de Jilava
La matanza de Jilava consistió en el asesinato de sesenta y cuatro presos de la cárcel rumana de Jilava ―una aldea a 10 km al sur de Bucarest― por miembros de la Guardia de Hierro el 26 de noviembre de 1940 en venganza por el anterior asesinato de sus dirigentes en 1938 y la persecución de la organización por parte del régimen real de Carlos II de Rumanía, al que habían pertenecido parte de los muertos.
La masacre, junto con otros asesinatos y asaltos cometidos casi simultáneamente, formaba parte de un plan para eliminar a las figuras políticas del reinado anterior y causó la ruptura de la alianza de gobierno entre el general Ion Antonescu y la Guardia, que terminó en el conflicto armado entre las dos partes en enero de 1941.

## Tensión
La Guardia deseaba vengarse de la cruel represión sufrida en los años anteriores a manos del régimen de Carlos II de Rumanía. El precipitado exilio del monarca a comienzos de septiembre había impedido que sus principales seguidores lograsen evitar el arresto. Antonescu, sin embargo, insistió en investigar judicialmente la represión real mediante un tribunal especial, que puso en marcha un lento proceso de detenciones e investigaciones. El grueso de los detenidos, que incluía al antiguo prefecto de la capital (Gabriel Marinescu), al jefe del servicio secreto (Mihail Moruzov), al general responsable directo del asesinato de Codreanu (Ion Bengliu), al general que dirigió la represión de la Guardia tras el asesinato de Armand Călinescu (Gheorghe Argeşanu) y otros sesenta y siete responsables de la gendarmería y la policía, quedaron presos en la cárcel de Jilava bajo vigilancia de los legionarios. En el mismo lugar, se encontraba la fosa cubierta de hormigón donde reposaban los restos descompuestos por el ácido de los dirigentes de la Guardia asesinados en 1938.
Aparte de la investigación oficial, la Guardia creó su propio comité de investigación, que ordenó el arresto de otras treinta y tres personas. Mientras, se sucedían las procesiones funerarias de entierro de las víctimas de la represión real y se preparaba la principal, la de Codreanu y los trece compañeros asesinados junto a él en 1938, para el 30 de noviembre.
Cuando el tribunal encargado de la investigación ordenó el 15 de octubre al alcaide de la prisión, el coronel y miembro de la Guardia Stefan Zavoianu, trasladar a cuatro de los detenidos a la prisión militar de Vacaresti para tomarles declaración, este desobedeció repetidamente la orden. Ni siquiera la intervención del ministro de Justicia a petición del tribunal de investigación logró que Zavoianu la acatase. La sospecha de los legionarios de que Antonescu no pensaba ejecutar a los que consideraban responsables de su anterior represión fue la razón de la insubordinación de Zavoianu.

## Matanza

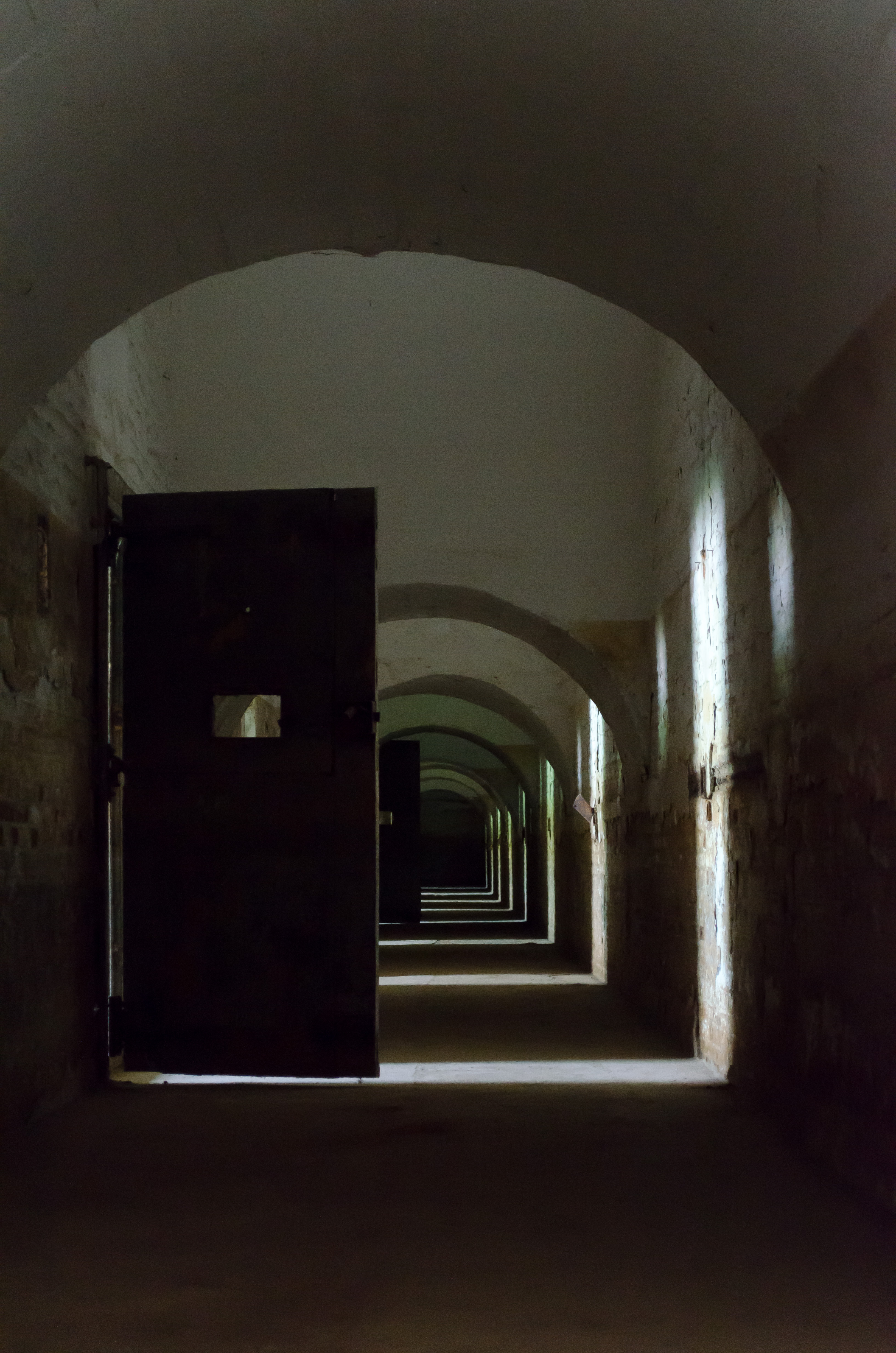
Interior de la cárcel de Jilava, donde tuvo lugar la matanza la noche del 26 de noviembre de 1941.

Dos hechos desencadenaron el acontecimiento: el traslado de Marinescu y Bengliu a un sanatorio por orden de los legionarios y la consiguiente petición de los presos, que temían por su seguridad, de sustituir la guardia legionaria por una militar. Cuando las autoridades militares decidieron relevar a Zavoianu y a los legionarios en la prisión y remplazarlos por militares y se lo comunicaron a este el 26 de noviembre —el relevo debía tener lugar dos días más tarde—, los legionarios decidieron asesinar a los presos ese mismo día. La matanza la perpetraron legionarios del Cuerpo de Trabajadores Legionarios y algunos mandos policiales afiliados a la Guardia.
A pesar de la versión oficial, que atribuyó las muertes a la indignación legionaria por el hallazgo del cadáver del fundador de su organización, en realidad los asesinatos formaban parte de un plan para eliminar a aquellos que se habían destacado tanto en la dictadura real como en los Gobiernos democráticos anteriores mediante una purga radical.
La noche del 26 al 27 de noviembre, los legionarios que estaban participando en las exhumaciones en la prisión entraron en las celdas y asesinaron a sesenta y cuatro de los presos, a los que culpaban de la matanza de sus compañeros.
Entre los muertos se encontraban destacadas figuras civiles y militares de la dictadura carolina, pero también presos de escasa o nula relevancia, víctimas de la furia de los asaltantes, que los asesinaron con armas de fuego, herramientas y hachas.
La misma noche, otros legionarios asesinaron a once judíos en Ploiești.
Otros cuatro antiguos comisarios de policía perecieron también a manos de los legionarios.
Al día siguiente, a primeras horas de la tarde, otro grupo asesinó al destacado historiador y político rumano Nicolae Iorga —involucrado en el arresto de Codreanu pero mentor también de generaciones de ultranacionalistas y antisemitas— y al exministro de Finanzas nacional-campesino Virgil Madgearu, secuestrados de sus domicilios.
Otros destacados políticos del régimen anterior como los expresidentes del Gobierno Ion Gigurtu, Gheorghe Tatarescu y Constantin Argetoianu fueron detenidos por la Guardia —por orden de Zavoianu— y solo salvaron la vida por la intervención del hombre de confianza de Antonescu en el Ministerio del Interior, el teniente coronel Alexander Riosianu.
Este los trasladó al ministerio para protegerlos; allí sufrieron un segundo e infructuoso intento de asesinato esa misma noche.

## Consecuencias

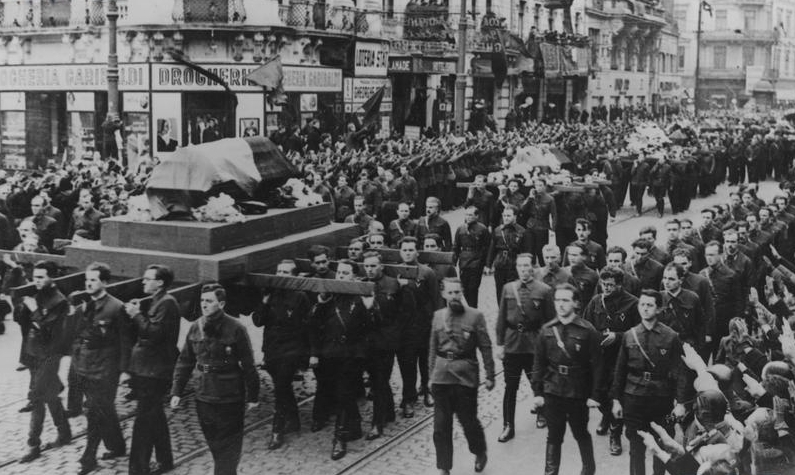
Multitudinario entierro de Corneliu Zelea Codreanu el 30 de noviembre de 1940.

Las matanzas disgustaron no solo a Antonescu —que, sin embargo, no mostró pena alguna por los asesinados— y supusieron el momento de más tensión en la coalición con los legionarios, sino también a Hitler que, para entonces, otorgaba gran importancia al orden interno rumano. No solamente el país debía participar en la futura campaña contra la Unión Soviética, sino que, desde el fracaso italiano ante Grecia, Rumanía se había convertido en camino necesario de la ofensiva alemana contra esta para asegurar los Balcanes de posibles incursiones británicas. Los asesinatos pusieron fin, en cualquier caso, a toda posibilidad de entendimiento entre Antonescu y la Guardia, situación que en enero de 1941 condujo a un choque violento por el poder y el fin de la coalición. El rechazo de las muertes, sin embargo, fue más notable entre la población acomodada y la antigua clase política que entre las clases populares, que en ciertos casos recibieron con indiferencia o regocijo uno de los pocos casos de violencia dirigida hacia aquella. En efecto, el entierro de Codreanu que tuvo lugar el 30 de noviembre organizado por los dirigentes de la Guardia atrajo a grandes multitudes a pesar del intenso frío y la longitud de la procesión. El respaldo popular era tan grande, que Sima tuvo que prohibir el ingreso de nuevos miembros en la organización durante la primera mitad de diciembre.
Tras intentar en vano que los ministros de la Guardia condenasen las muertes durante el consejo de ministros extraordinario del 27 de noviembre, el 28 Antonescu promulgó un decreto que imponía la pena de muerte al delito de asesinato y duras penas de trabajos forzados por la usurpación de propiedad, el allanamiento de morada o la infracción de la «libertad individual». En el mismo decreto, relevó de su cargo a Zavoianu, aunque este se negó a acatarlo y se fortificó en Jilava.

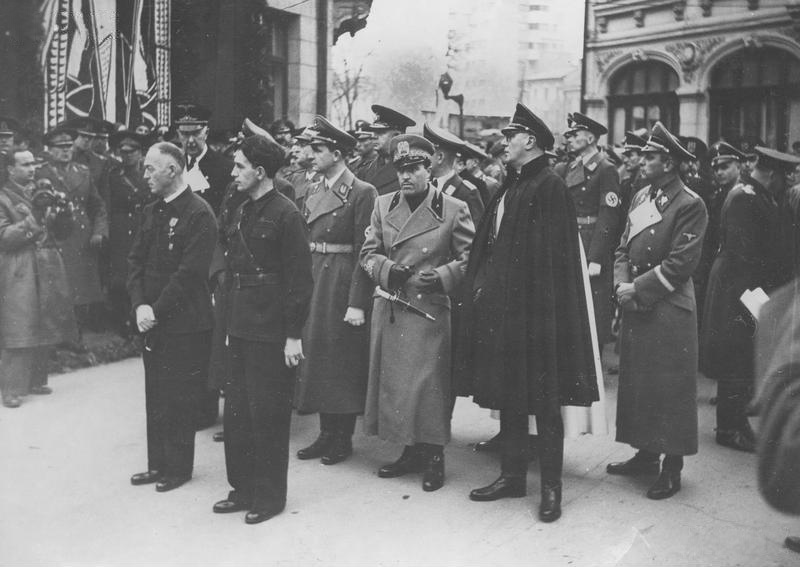
Antonescu y Sima en el entierro de Codreanu el 30 de noviembre de 1940. Las matanzas de los días anteriores habían tensado extraordinariamente las relaciones entre ellos, que desembocaron en el enfrentamiento de enero que puso fin a la coalición de gobierno.

Antonescu ordenó más tarde una larga investigación que se prolongó cuatro meses y cuyos resultados se publicaron poco después de la entrada en guerra del país en el verano de 1941. De los treinta y ocho acusados por las matanzas la mayoría (todos menos cinco) fueron condenados a muerte o a duras penas de cárcel.